# اتفاقية تسليم جدة

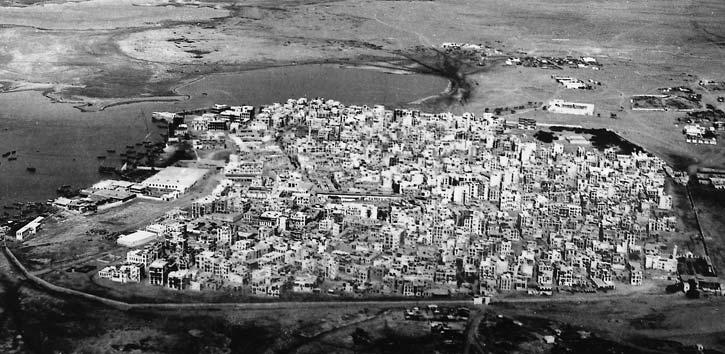
جدة التي جرى تسليمها في صورة التقطت عام 1938.

اتفاقية تسليم جدة هي اتفاقية وقعت بين الملك علي بن حسين بن علي الهاشمي آخر ملوك المملكة الحجازية الهاشمية، وبين الملك عبدالعزيز بن عبدالرحمن آل سعود سلطان نجد آنذاك. انهت الاتفاقية الحصار المفروض على مدينة جدة من قبل قوات ابن سعود، وانتهى الأمر إلى تنازل الملك علي بن الحسين عن الحجاز ومغادرته جدة. وُقعت الاتفاقية في يوم الخميس 1 جمادى الثانية 1344 هـ الموافق 17 ديسمبر 1925.

## لمحة تاريخية

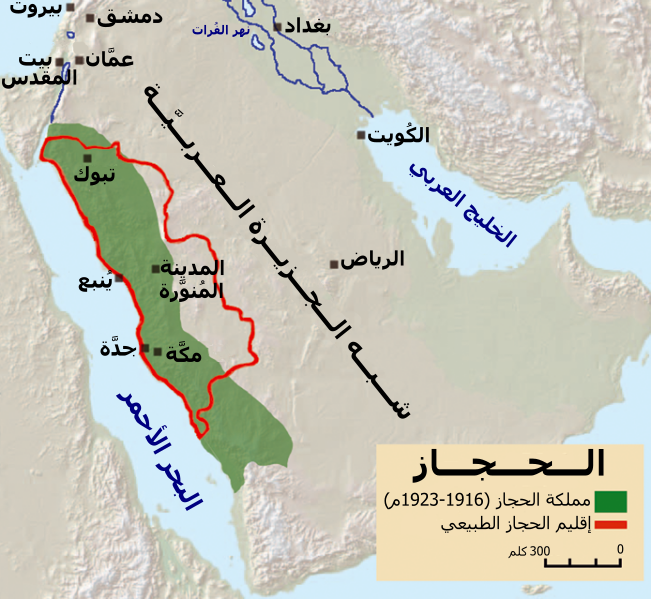
المناطق باللون الأخضر كانت تخضع لسلطة المملكة الحجازية الهاشمية.

كانت بداية الحرب بين ملك الحجاز وسلطان نجد هو أن سلطان نجد رأى ومعه عدد من علماء الدين النجديين أن حاكم مكة الشريف حسين بن علي قد منع الحجاج النجديين من الحج لمدة ست سنوات، ومن الضروري جهاد الذين منعوهم من أداء الركن الخامس من أركان الإسلام، في حين أن الشريف يرى أن النجديين قد استولوا على منطقة تربة والخرمة بثروتها الزراعية الهامة التابعة للشريف والمتاخمة الآن على حدوده، بينما ما حصل هو أن شريف الخرمة خالد بن لؤي استجد بينه وبين ابن عمه شريف مكة خلاف شديد أدى لانضمام بن لؤي لسلطان نجد، وأصبح قائدًا لقواته في مهاجمة الطائف ومكة وجدة. ثم بدأ حصار جدة من قبل قوات سلطان نجد، ولما ضاق السكان ذرعًا بعد نفاذ الماء والغذاء، طلب وجها جدة من الملك حسين أن يتنازل بالملك لابنه علي لعلها توجد قناعة لدى سلطان نجد بفك الحصار، كما أسسوا الحزب الوطني الحجازي(1) برئاسة محمد الطويل واصبح الحزب هو الذي يفاوض القائد الميداني خالد بن لؤي، ولكن بعد اشتداد الحصار تنازل الملك الجديد علي بن الحسين عن الحجاز لسلطان نجد، وغادر جدة.
بدأ الحصار عندما دخل السلطان عبد العزيز آل سعود في شهر يناير عام 1925 إلى جدة، ففرض الحصار على المدينة، ولما طال الحصار واستمر إلى ما يقرب من 12 شهرًا، طلب السلطان عبد العزيز من أهل نجد المعونة، فقدم فيصل بن عبد العزيز آل سعود إلى جدة بقواته من الحضر، فانطلق من الرياض في شهر أكتوبر عام 1925، ووصل بألويته إلى مكة المكرمة بتاريخ 23 نوفمبر 1925، ليشترك مع والده عبد العزيز في حصار مدينة جدة، وبعد أن خيمت قواته لمدة أسبوع في أماكن متعددة حول مكة المكرمة، انتقلت قواته في 30 نوفمبر إلى أبرق الرغامة قرب مدينة جدة، وبعد أيام استسلم علي بن الحسين ودخلت القوات السعودية مدينة جدة.
ومما يُروى عن حصار جدة الذي سبق اتفاقية تسليم جدة أن شيخ الأزهر محمد مصطفى المراغي جاء موفدًا من الملك فؤاد إلى السلطان عبد العزيز بن عبد الرحمن ليتوسط في مسألة حصار جدة عام 1925، ولكن السلطان عبد العزيز اعتذر للمراغي، وأكمل حصاره لجدة.

## بنود الاتفاقية
نصت الاتفاقية على سبعة عشر بندًا:

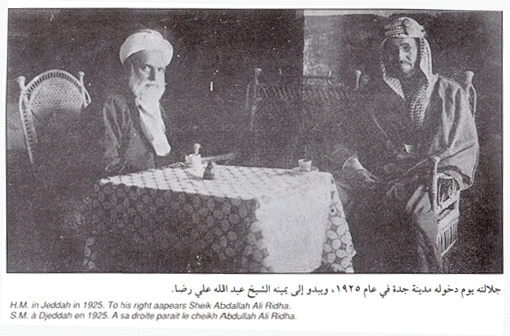
سلطان نجد عبدالعزيز آل سعود في منزل قائم مقام جدة الشيخ عبد الله علي رضا سنة 1925

- بالنظر لتنازل الملك علي ومبارحته الحجاز وتسليم بلدة جدة يضمن السلطان عبد العزيز لكل الموظفين الملكيين والحربيين والأشراف وأهالي جدة عمومًا، والعرب والسكان والقبائل وعائلاتهم سلامتهم الشخصية وسلامة أموالهم.
- يتعهد الملك علي أن يسلم في الحال جميع أسرى الحرب الموجودين في جدة.
- يتعهد السلطان عبد العزيز بأن يمنح العفو العام لكل من المذكورين أعلاه في المادة الأولى.
- يجب على جميع الضباط والعساكر أن يسلموا في الحال جميع أسلحتهم من بنادق ورشاشات ومدافع وطيارات وخلافه وجميع المهمات الحربية.
- يتعهد الملك علي وجميع الضباط والعساكر ألا يخربوا أو يتصرفوا في شيء من الأسلحة والمهمات الحربية جميعها.
- يعهد السلطان عبد العزيز أن يرحل كافة الضباط والعساكر الذين يرغبون العودة إلى أوطانهم ويتعهد باعطائهم المصاريف اللازمة لسفرهم.
- يتعهد السلطان عبد العزيز أن يوزع بنسب معتدلة على كافة الضباط والعساكر الموجودين خمسة آلاف جنيه.
- يتعهد السلطان عبد العزيز أن يبقي جميع موظفي الحكومة الملكيين في مراكزهم الذين يجد فيهم الكفاءة في تأدية واجبهم بأمانة.
- يتعهد السلطان عبد العزيز أن يسمح للملك علي في أن يأخذ معه الأمتعة الشخصية التي في حوزته بما في ذلك أوتومبيله وسجاجيده وخيوله.
- يتعهد الملك عبد العزيز أن يمنح عائلة آل الحسين جميع ممتلكاتهم الشخصية في الحجاز بشرط أن تكون هذه الممتلكات فعلا من من الموروثة ولا تشمل الأملاك الثابتة المحولة من الأوقاف بمعرفة الحسين إلى شخصة ولا على المباني التي يكون الحسين قد بناها في أثناء ملكه لما كان ملكًا على الحجاز.
- يتعهد الملك علي أن يبرح الحجاز قبل يوم الثلاثاء المقبل مساء.
- جميع البواخر التي في ملك الحجاز وهي الطويل ورشدي والرقمتين ورضوى تصير ملكا للسلطان عبد العزيز ولكن السلطان عبد العزيز يصرح إن لزم الأمر للباخرة الرقمتين أن تستعمل لنقل الأمتعة الشخصية التابعة للملك علي المتنازل ثم ترجع.
- يتعهد الملك علي ورجاله بألا يخربوا أو يتصرفوا في أي شيء من أملاك الحكومة مثل اللنشات والسنابيك وخلافه.
- يتعهد السلطان عبد العزيز أن يمنح جميع الضباط والعساكر الموجودين في ينبع جميع الحقوق والامتيازات المذكورة بعاليه إلا فيما يخص بتوزيع النقود.
- يتعهد السلطان عبد العزيز أن يمنح الأشخاص المذكورة اسماؤهم أدناه أيضا العفو العام وهم عبد الوهاب وبكري أبناء يحي قزاز وعبد الحي بن عابد قزاز وأحمد وصالح أبناء عبد الرحمن قزاز وإسماعيل بن يحي قزاز والشيخ محمد على صالح بتاوي واخوانه إبراهيم وعبد الرحمن بتاوي وأبناء عمهم حسن وزيني بتاوي وأبناء محمد نور والشيخ يوسف خشيرم والشيخ عباس ولد الشيخ يوسف خشيرم والسيخ ياسين بسيوني والسيد أحمد السقاف وعوائل وأموال جميع المذكوين آنفًا.
- إذا خالف الملك علي ورجاله في حال من الأحوال أو قصر في تنفيذ أي مادة من المواد المذكورة بعاليه فإن السلطان عبد العزيز لا يعتبر نفسه في تلك الحالة مسئولا عن تأدية ما عليه من هذه الإتفاقية.
- يتعهد الطرفان السلطان عبد العزيز والملك علي أن يكفا عن أي حركة عدائية أثناء سير المفاوضات.

بعدها غادر الملك علي مدينة جدة في 6 جمادى الثانية عام 1344 إلى العراق بحرًا حيث استوطن العراق في كنف أخيه الملك فيصل الأول بن الحسين، بعد هذا التنازل حصلت البيعة من أهالي الحجاز للملك عبد العزيز بن عبد الرحمن، أعقبها مؤتمر اسلامي عالمي عقد بمكة الكرمة حضرته وفود من مختلف دول العالم الإسلامي.

## بعد الاتفاقية
أدرك الملك عبد العزيز أهمية مجارات الجيوش الحديثة في التنظيم والتسليح، وبموجب اتفاقية تسليم جدة غنم الملك عبد العزيز معدات وتجهيزات عسكرية كبيرة ومهمة، وكان من بينها طائرات حربية ألحقت بمفرزة جدة العسكرية، فكانت هذه الطائرات نواة الطيران الحربي السعودي، وبعد خمس سنوات من هذا التاريخ أُسس الطيران المدني. كما غنم الملك عبد العزيز بموجب الاتفاقية أربع بواخر وكانت هذه البواخر نواة للقوات البحرية. بعد ذلك شرع الملك عبد العزيز بإعادة تنظيم الحاميات الموجودة سابقًا في الحجاز فصدر تشكيل مفرزة ينبع بتاريخ 23 شوال 1344 هـ من قسم مدفعية وقسم رشاش، كما صدر تشكيل حامية جدة بتاريخ 20 ربيع الثاني 1345 هـ، وشكلت في الطائف حظيرتا مدفعية ورشاش، وألحق في جدة ضابط وجنود للبحرية وضابط أسلحة وضابط طيران وقد ربطت جميع هذه التشكيلات العسكرية بالملك عبد العزيز مباشرة.
عاد السلطان عبد العزيز بن عبد الرحمن من جدة بعد فتحها إلى مكة المكرمة، واجتمع بأعيان أهل الحجاز في يوم 22 جمادى الآخرة 1344 هـ الموافق 7 يناير 1926، وقرروا بالاجماع مبايعة السلطان عبد العزيز بن عبد الرحمن ملكًا على الحجاز، ثم أُخذت للملك عبد العزيز البيعة من أهل الحجاز بعد صلاة الجمعة من يوم 25 جمادى الآخرة في الحرم المكي في المسجد الحرام.

## حواشٍ
1: الحزب الوطني الحجازي هو حزب سياسي انبثق عن اجتماعات جدة، كوَّنه المجتمعون قبيل مبايعة الأمير علي بن الحسين وأطلقوا عليه الحزب الوطني واستنوا له المبادئ الآتية: السعي بكل الوسائل لحفظ البلاد من الكارثة الساحقة المحدقة بها، السعي لجعل البلاد دستورية إسلامية سالمة من شوائب الدسائس والنفوذ الأجنبي، النزول على ما يرتئيه العالم الإسلامي لمصلحة البلاد والعباد وكيفية إدارة البلاد. تم تشكيل إدارة الحزب: محمد الطويل رئيساً، محمد طاهر الدباغ سكرتيراً عاماً، قاسم زينل خازناً، عبد الله رضا وصالح شطا وعبد الرؤوف الصبان والشريف شرف بن راجح وسليمان القابل ومحمد نصيف ومحمد صالح نصيف ومحمود شلهوب وماجد كردي أعضاء. أصدر أشهر قراراته من مكة المكرمة في 24 أكتوبر 1924، بعزل الشريف حسين بن علي إلى قبرص حقنًا للدماء، وبالتالي مبايعة ابنه علي بن حسين، قبل أن يدعو فيما بعد إلى قيام مؤتمر إسلامي دستوري يحكم الحجاز.